# Crescentaleyrodes paulianae
Crescentaleyrodes paulianae là một loài côn trùng cánh nửa trong họ Aleyrodidae, phân họ Aleyrodinae.
Crescentaleyrodes paulianae được Cohic miêu tả khoa học đầu tiên năm 1969.